# Wapen van Bree

Het wapen van Bree

Het wapen van Bree werd op 10 januari 1902 per koninklijk besluit aan de Limburgse gemeente Bree toegekend. Het wapen werd in 1926 gewijzigd en in 1986 werd het wapen in gebruik bevestigd.

## Blazoeneringen
Het wapen heeft drie verschillende omschrijvingen gekend, waarvan het tweede en derde vrijwel gelijk zijn.

### Eerste blazoenering
De blazoenering van het eerste wapen luidt als volgt:
Gedeeld, het 1e met dwarsstrepen van goud en van keel van tien stukken; het 2e van keel met twee palen van zilver.
Het wapen is gedeeld met in het eerste vlak het wapen van Loon: gouden en rode dwarsbalken. In de tweede wapenhelft op een rode grond twee zilveren palen (verticale strepen).

### Tweede blazoenering
De blazoenering van het tweede wapen luidt als volgt:
Gedeeld: I gedwarsbalkt van tien stukken, goud en keel; II in sabel twee palen van goud. Het schild getopt met een Sint-Michiel, den draak nedervellend, het alles van zilver.
Dit wapen is gelijkend aan het oude wapen, er zijn echter grote verschillen. De eerste helft van het wapen is ongewijzigd. De tweede helft is alleen van kleur gewijzigd: de orde ondergrond is nu zwart en de zilveren palen zijn vervangen door gouden. Op het schild staat nu een zilverkleurige beeltenis van Sint-Michiel terwijl hij de draak doodt.

### Derde blazoenering
De derde blazoenering luidt als volgt:
Gedeeld 1. gedwarsbalkt van tien stukken van goud en van keel 2. in sabel twee palen van goud. Het schild getopt met een Sint-Michiel met de draak van zilver.
Het derde, en huidige, wapen is exact gelijk aan het tweede wapen van de oude gemeente Bree.

## Geschiedenis
In 1431 gebruikte Bree een zegel met daarop in de eerste helft het wapen van Loon, als verwijzing naar het Graafschap Loon omdat Bree daartoe behoorde. In 1859 vroeg de toenmalige gemeente Bree een wapen aan op basis van onder andere het zegel uit 1431. De gepaalde helft is afgeleid van een tekening op een kaart uit de Le Fort-verzameling in het Rijksarchief in Luik.
In 1911 deed de gemeente een verzoek om op basis van zegels waarop de aartsengel Michaël staat als schildhouder een nieuw wapen te mogen voeren. Dit wapen werd aangevraagd op basis van zegels uit 1425, 1676 en 1678. Ook werd er een handschrift gevonden bij een lid van de Raad van Adel, waarop stond aangegeven dat het tweede schildhelft zwart met goud moest zijn. De Eerste Wereldoorlog voorkwam dat de gemeente actie kon nemen om het wapen aan te laten passen. Het gecorrigeerde wapen met Sint-Michiel staande op het schild werd in 1926 officieel toegekend. Na de fusie tussen Beek, Bree en Gerdingen in 1964 werd het wapen in gebruik bevestigd. Dit gebeurde ook na de fusie tussen Bree en Opitter in 1977. Die bevestiging werd in juli 1986, na de toekenning van de stadstitel het jaar voordien, per ministerieel besluit van 5 maart 1985 bekrachtigd.

## Vergelijkbare wapens
Het wapen van Bree stamt af van het wapen van Loon en kan daardoor met de volgende wapens vergeleken worden:

Wapen van de graven van het graafschap Loon
Het wapen van Loon en alle afgeleide wapens daarvan
Het wapen van het Prinsbisdom Luik
Het wapen van Limburg
Het wapen van Borgloon